# Cose da fare prima dei 30
Cose da fare prima dei 30 (Things to Do Before You're 30) è un film del 2004 diretto da Simon Shore, remake del film olandese All Stars del 1997.

## Trama
A 20 anni dalla nascita dell'Athletico Greenwich, i membri della squadra di calcio si apprestano ad affrontare la cinquecentesima partita. Sei dei ragazzi che facevano parte della formazione originaria si ritrovano ancora ogni domenica per giocare insieme, ormai hanno tutti circa 30 anni e devono affrontare i piccoli drammi della vita.
Cass aspetta un figlio da Kate ma non sa se è pronto a diventare padre. Adam, che organizza tutte le settimane le partite della squadra, non ha mai rivelato ai suoi compagni la sua omosessualità. Colin cerca di convincere la sua ragazza Vicky a fare del sesso a tre. Dylan è un musicista, ha un rapporto difficile con il padre e un giorno si innamora proprio della donna che lui sta per sposare. Billy è sposato e ha un figlio, litiga spesso con la moglie perché lei vuole che la smetta di andare a giocare a calcio con gli amici. Johnny fatica ad accettare che il padre, il fondatore della squadra, stia morendo.